# Найманка
«Найманка» — кінофільм режисера Тільмана Зенса, що вийшов на екрани в 2004 році.

## Зміст
У неї забрали все, навіть надію. Їй залишили вибір — померти або стати вбивцею. Жорстокість зробила її невразливою. Розпач спустошило її душу. Тепер смерть стала її роботою.

## Ролі
| Актор            | Роль |
| ---------------- | ---- |
| Леа Морнар       | -    |
| Удо Шенк         | -    |
| Стіпе Ерцег      | -    |
| Марк Цак         | -    |
| Томас Бестфатер  | -    |
| Юрген Леманн     | -    |
| Катерина Ван Вин | -    |
| Ленн Кудрявіцкій | -    |
| Штефан Баумекер  | -    |
| Майкл Дорн       | -    |

## Знімальна група
- Режисер — Тільман Зенс
- Сценарист — Алекс Буреш
- Продюсер — Рюдігер Хайнце
- Композитор — Штефан Шульцки